# Courtrai-i láda

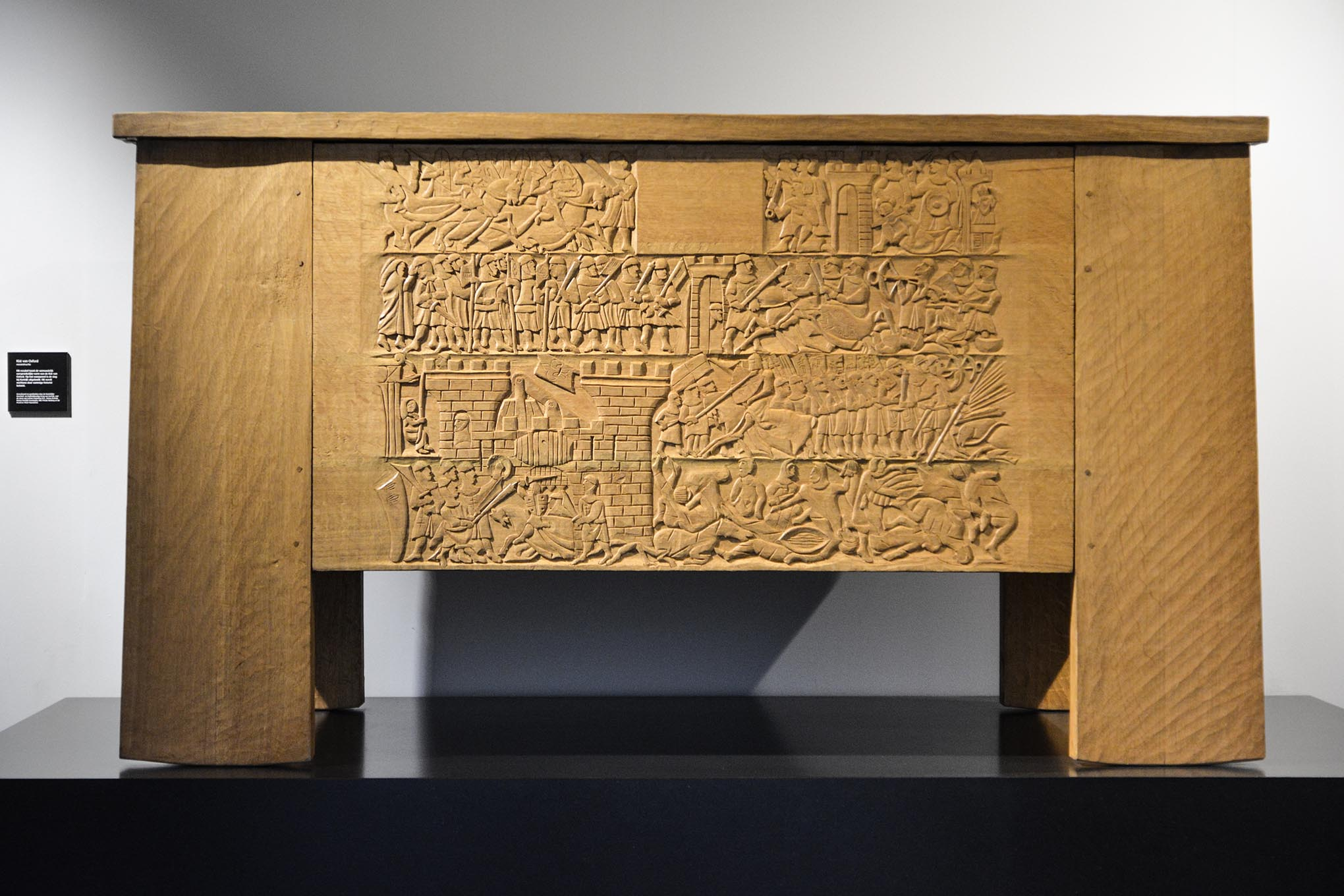
A Courtrai-i láda teljes rekonstrukciója

A courtrai-i láda 1900-ban került elő a nagy-britanniai Oxford városában található New College raktárából. Az oxfordi láda néven is ismert, tölgyfából faragott ládát ma is itt őrzik.
A láda 103 cm széles és 71 cm magas első oldalát fafaragásokkal díszítette ismeretlen, de feltehetően flamand származású alkotója. A faragások az 1302-es aranysarkantyús csatához kötődő eseményeket ábrázolják. A láda valamikor a 15. század során készült.

## 1. kép, jobb felső sarok

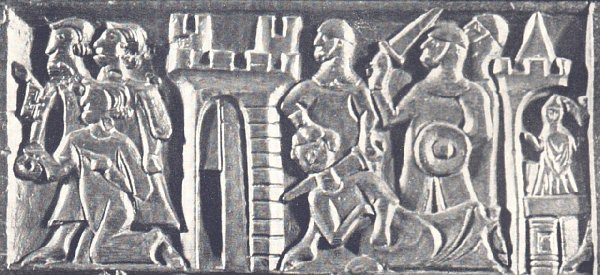

A bruggei felkelés, más néven a bruggei matutinum néven ismert mészárlás ábrázolása. 1302. május 18-án Brugge város polgárai, illetve a város vezetése ellen korábban fellázadt textilcéhek tagjai (Liebaarts) lemészárolják a várost megszálló francia helyőrséget, illetve helyi támogatóikat, a Leliaartsokat. A képen a város egyik kapuját ábrázoló torony mellett három fegyveres lefejezi foglyát, a földön térdelő alakot. Bal oldalon látható a város két elöljárója, amint felajánlják a város kulcsait a 2. képen látható lovagoknak, akik a felkelés után érkeztek a városba. Az elöljárók viselete és frizurája megfelel a 13-14. századi németalföldi divatnak. A katonák páncélinget, sisakot és páncélozott kézvédőt viselnek. A jobb oldalon látható alak valószínűleg Brugge város védőszentjét, Szent Donátot ábrázolja.

## 2. kép, bal felső sarok

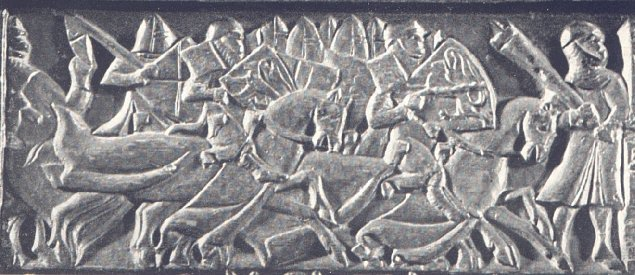

Guy of Namur és William of Jülich megérkezik Brugge városába a felkelést követően (ld. az 1. kép). A két nemesúr (Guy a flamand herceg, Guy de Dampierre fia, míg William az unokája) kíséretüktől eltérően nem lovagi páncélsisakot visel, hanem egyszerűbb sisakot, láncos nyakvédővel.
Guy pajzsán viseli a flamand hercegek hagyományos oroszlánját, azon keresztben egy pálca látható. Willian pajzsán is a flamand oroszlán látható, a pajzs sarkában egy liliom látható. Mindkét lovag vállvédőt (ailettes), amely általában szintén a lovag címerét ábrázolja. Willian vállvédőjén öt korong látható. A lovagok csataménjének szerszámján, illetve a lótakarón nem tüntetik fel a lovag címerét. Feltűnő a lovagok magas pozíciója, amely a szokatlanul magasra állított kengyelnek köszönhető.
A jobb oldalon látható alak a bruggei városi milícia katonája, sisakot és láncos nyakvédőt visel. A katona kezében a flamand gyalogság jellegzetes fegyvere, a "goedendag" néven ismert buzogány látható.

## 3. kép, középső sor jobb oldal

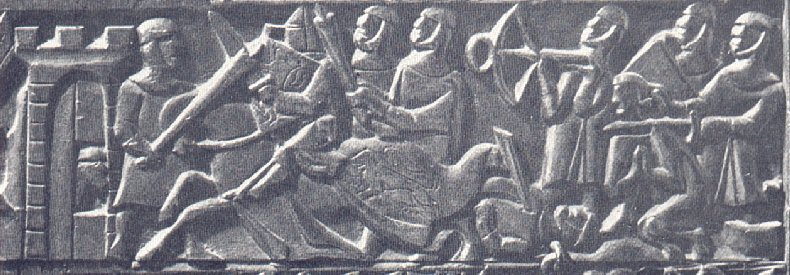

Ez a panel feltehetően a Wijnendale kastély ostromát ábrázolja. A bruggei mészárlás után a felkelők Guy de Namur és Pieter De Coninck vezetésével igyekeztek elfoglalni minden francia kézben lévő várost és helyőrséget.
A kastélyt a bal oldali torony jelképezi. A kastélyt védő kapitányt (a torony mellett jobbra) három, goedendag-ot forgató fegyveres alak támadja. A kapitányt a kép jobb oldalán lefejezik. A szerszámíjjal felszerelt katona lábánál fekvő holttest mellkasából a várkapitány lándzsája áll ki (és feltehetően ez az oka, hogy a kép bal oldalán a kapitány csak a kardjával küzd).
A torony kapujában látható még az egyik védő, amint a csatát figyeli a kémlelőrésen keresztül.

## 4. kép, középső sor bal oldal

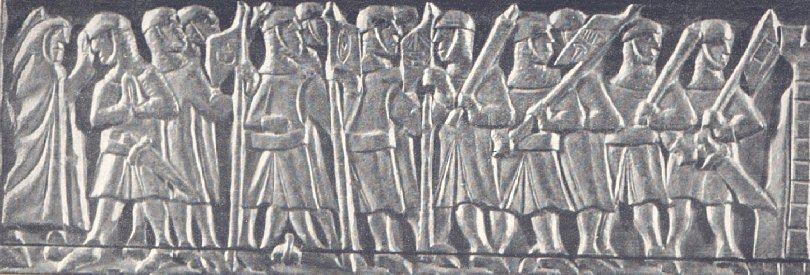

A flamand városi milíciák gyülekezése. A bruggei mészárlás megtorlására IV. Fülöp francia király sereget küldött Flandriába, velük szemben csak a flamand grófhoz hű lovagok, illetve a flamand városok polgárai, illetve környékbeli földművesek köreiből toborzott milíciák álltak.
A kép bal oldalán egy pap oldozza fel a csatára készülő katonákat, akik a korábbi képeken már látott öltözetet, páncélinget és sisakot viselnek.
A katonák közül néhányan térdig érő páncélinget viselnek, ami a korabeli katonák viseletének egyik legdrágább darabja, csak a legmódosabb polgárok engedhették meg maguknak. A katonák többsége páncélozott kesztyűt is visel, illetve mindegyikük viseli a páncélzat felett a "jupon" nevű felsőruházatot, amely a katonák hovatartozását mutatja.
A katonák fegyverzete között látható lándzsa, goedendag, kard illetve szablya.

## 5. kép, középső sor középen
A flamand csatarend a július 11-i Aranysarkantyús csata napján. A jobb oldalon láthatók az első sorban felállított lándzsások, amelyek később majd végzetesnek bizonyulnak a francia lovagok számára. A lándzsások sora előtt már láthatók az első elesett lovagok. A lándzsafal mögött sorakoztak fel a számszeríjjal felszerelt gyalogosok, illetve a városi milicisták, akik a jellegzetes flamand gyalogos fegyvert, a goedendag-ot forgatják.
A flamand sereg felett láthatók a vezetők zászlai: Guy of Namur, William of Jülich, Henry of Lontzen, a városi céhek és Pieter de Coninck címere. A kép jobb oldalán látható két fegyveres alak, ezek feltehetően Guy of Namur és William of Jüllich.
A jobb oldalon lehet látni egy francia lovagot, amint leterítik a flamand gyalogosok: egy lándzsa fúródik a nyakába, éppen a sisak alatt, a ló szügyébe kardot szúrnak.

## 6. kép, bal alsó sarok

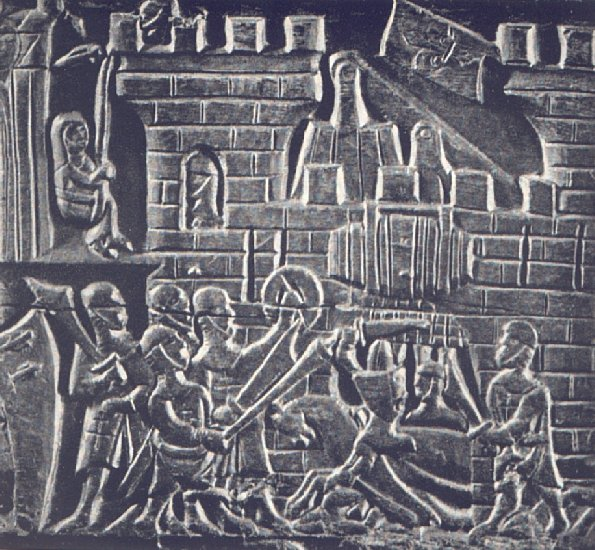

A kortrijki helyőrség kirohanása: Kortrijk, vagy franciásan Courtrai kastélyát a francia sereg szállta meg és a csata előestéjén a flamandok sikertelenül ostromolták az erődítményt. A csata napján a helyőrség beszorult a kastélyba és sikertelenül próbálta meg kirohanásával befolyásolni a csata lefolyását. A kitörést az Ypres-i városi milícia 500 fős különítménye állította meg.
A kép jobb oldalán, a torony felett lehet látni a francia királyok liliomos lobogóját. A zászlótól balra, de még a tornyon egy hajítógépet áll. A torony kapuja előtt az ypres-i városi milícia három katonája látható, mindannyian széles pengéjű szablyával ("falchion") vannak felfegyverkezve, egyikük egy kis kerek pajzsot tart a kezében. A csatáról fennmaradt korabeli leírások alapján tudjuk, hogy az ypres-iek védték a flamand sereg hátát a helyőrségtől és a képen minden katona a város címerével, a kettős kereszttel díszített tunikát visel.
A kép bal oldalán látható az egyik hatalmas pajzs, amit a lópor használata előtt a várak, városok ostrománál a támadók használtak. Két számszeríjlövedéket is lehet látni a pajzsba ékelődve. A két bal felső sarkában egy nőt eresztenek le a torony tetejéről, a műveletet egy katona felügyeli a kastély egyik ablakából. Ennek a jelenetnek a jelentősége nem ismert.

## 7. kép, jobb alsó sarok

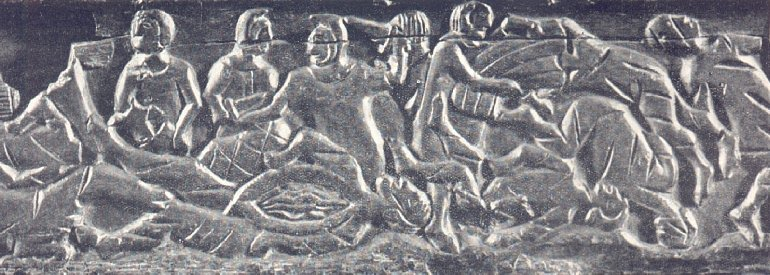

A csata másnapja, a zsákmány összegyűjtése. A korabeli szokások szerint a csatákban foglyul ejtett katonák és főleg a nemesi lovagokért jelentős váltságdíjat lehetett követelni, ezért főleg az egyszerűbb közkatonák számára gyors meggazdagodással kecsegtetett. Hátrányxa viszont, hogy a foglyokat hátra vezető katonák miatt felbomlott a csatarend és a foglyok őrzése is jelentős erőket vont el a harcolóktól.
Az Aranysarkantyús csata során azonban a flamandok alig ejtettek foglyot. Ennek az a magyarázata, hogy a csatát megelőzően a parancsnokok kihirdették, hogy bárki, aki foglyot akar ejteni, a sorban mellette állók le fogják mészárolni. Ezzel akarták ugyanis megelőzni, hogy a várható francia lovasroham előtt a sorok felbomoljanak. Éppen emiatt a csata igen véres volt és jelentős veszteségekkel járt, elsősorban a francia oldalon: a flamand gyalogság sikeresen állította meg a francia lovagok első rohamát, és a kialakuló közelharcban könnyedén legyűrték a nehézkesen mozgó, súlyos páncélzattal leterhelt lovagokat.
A csata másnapján az elesett lovagok fegyverzetével együtt több, mint 500 aranyozott sarkantyút gyűjtöttek össze, amit a közeli Kortrijk város egyik templomában állítottak ki.
A kép előterében egy felvágott hasú hullát lehet látni, ami a művész eszközeivel utal a csata kegyetlenségére. Az alak fölött két katona a zsákmány felett harcol, vagy pedig késeiket használják az értékes tárgyak eltávolítására. A jobb oldalon látható alak az egyik elesett katona bőrpáncélját ("gambeson") veszi le. A fekvő alakokon látható bemetszések a csatában elszenvedett súlyos sebekre utalnak.

## Ajánlott olvasmányok
- J.F.Verbruggen, The Battle of the Golden Spurs: Courtrai, 11 July 1302, ed. Kelly de Vries, trans. David Richard Ferguson: in the series Warfare in History, general editors M.Bennett, D. Parrott, H. Strachan. (Woodbridge and Rochester NY, The Boydell Press, 2002) xxvi + 267 pp
- Carved Chest at New College, Oxford, Charles Foulkes, The Burlington Magazine for Connoisseurs, Vol. 21, No. 112 (Jul., 1912), pp. 240–241
- Kortrijk városa megvásárolná a Coutrai-i ládát – Het Nieuwsblad